# Video Action 2
A Video Action 2 (a borító írásmódja szerint VIDEO ACTION 2) a Scandal japán együttes második videóklip-gyűjteménye, a Video Action folytatása, amely 2016. december 21-én jelent meg Blu-ray disc és DVD formátumokban az Epic Records Japan kiadó gondozásában. A kiadvány az együttes összes főbb videóklipjét tartalmazza a Harukaze című kislemezüktől a Take Me Outig, kiegészítve az újonnan felvett Scandal Baby, valamint Szaszazaki és Ogava Dobondobondo (どぼんどぼんど) rapegységének Dobondobondo Dungeon című videójával.

## Számlista
1. Harukaze
2. Taijó Scandalous (太陽スキャンダラス?, ’Botrányos Nap’)
3. Pin Heel Surfer (ピンヒールサーファー?)
4. Avanai cumori no, genki de ne (会わないつもりの、元気でね?, ’Nem akarok többet találkozni veled, vigyázz magadra!’)
5. Kagen no cuki (下弦の月?, ’Fogyó Hold’)
6. Over Drive
7. Departure
8. Joake no rjúszeigun (夜明けの流星群?, ’Hajnali meteorzápor’)
9. Image
10. Stamp!
11. Sisters
12. Doll
13. Take Me Out (テイクミーアウト?)
14. Scandal Baby
15. Dobondobondo Dungeon (どぼんどぼんどダンジョン?, ’Dobondobondo-börtön’)